# Снежна кугла
Снежна кугла је прозирна сфера направљена од стакла са постољем. Унутар стаклене сфере налази се приказ неког пејзажа, града или националног симбола. У кугли се налази и вода, која је заслужна за то да се снег у њој креће или пада. Да би се снег активирао, кугла се протресе како би покренула беле честице. Неке снежне кугле имају уграђене музичке кутије које играју божићне песме. 

## Историја
Не зна се прецизно када је направљена прва снежна кугла (такође звана водена кугла и снежна олуја), али има података који говоре да се снежна кугла прву пут појављује у Француској, током раног 19. века. Снежне кугле су се појавиле на Париској Светској изложби 1878. године, и до 1879. године бар 5 компанија производило је и продавало снежне кугле широм Европе. 
1889. године, снежна кугла која у себи садржи новоизграђени Ајфелов торањ, направљена је у част Светске изложбе у Паризу, која је обележила стогодишњицу Француске Револуције. Снежне кугле постале су популарне у Енглеској у току викторијанског доба, а почетком 1920-их, прешле су Атлантик у САД-у, где су постале популарни предмети за колекционаре. Многе од ових снежних кугли произвела је фирма Atlas Crystal Works, која је имала фабрике у Немачкој и Сједињеним Државама.
У Америци, током 1940-их, снежне кугле су често кориштене за рекламирање. У Европи, током 1940-их и 1950-их, верске снежне кугле били су уобичајени поклони за католичку децу. Снежне кугле су се појавиле у великом броју филмских сцена, од којих је најпознатији филмски класик Грађанин Кејн.
У 1950, кугле, које су претходно прављене од стакла, постале су доступне у пластичној верзији. Тренутно, постоји много различитих врста снежних кугли на располагању. Снежне кугле производе се широм света од масовне производње у Кини и Хонгконгу, до квалитетно још увек рађених у Западној Немачкој. Снежне кугле приказују разне сцене, од обичних сувенира са одмора, до колекционарских са божићним сценама, Дизнијевим јунацима, популарним личностима, војним иконама, историјским догађајима и сл. Снежне кугле су се користиле и за изборне кампање.

## Производња
У почетку су се снежне кугле састојале од сфере, направљене од тешког оловног стакла која је постављена преко керамичког постоља или фигуре, која је напуњена водом и запечаћена. Снег, или лепршавац, прављен је од комада порцелана, песка, чак и пиљевине. Како су постајале софистицираније, стакло је постало тање, базе су биле лакше (бакелит је био популаран за време перода Art Deco) и снег је био прављен од честица златне фолије или нерастворених пахуљица сапуна, иако се данас и здравствених и безбедносних разлога користе бели пластични делићи. Касније, течност је промењена у светло уље, а онда вода у антифриз (глицерин или гликол). Додатна предност је то што глицерин и гликол успоравају силазак снега.
Данашње снежне кугле могу да садрже музичке кутије, покретне делове, унутрашња светла, па чак и електричне моторе које покрећу снег, тако да није ни потребно да се кугла тресе. 

## Кугле са ваздухом под притиском
Почев од 2005. године, многе америчке продавнице продају кугле на надувавање, као дио божићних декораија. У њиховој бази је вентилатор који производи ваздух који куглице стиропора са дна тера у цев и скроз до врха кугле и назад. Остатак кугле, укључујући и предмете у њој, направљени су од шареног најлона. Ова глобуси су обично велике декорације за предње двориште.
Варијација овог производа је Торнадо кугла, где се мале ствари и фигуре врте у њој. То је најчешће за Ноћ вештица, где шишмиши или духови од пене лете око фигуре за Ноћ вештица. Најпопуларније су биле у 2006. години, и долазе или као велике гумене лопте на надувавање или у стоној верзији са око 8 до 12 инча или 20 до 30 центиметара у пречнику. Као и код снежних кугла, због статичког електрицитета често се дешава да се пена залепи за пластику (посевно Винил), када је влажност ниска, а кондензација ће учинити исту ствар на отвореном гуменим куглама, када је висока влажност ваздуха, или кад је кишница доспела у куглу док је била издувана.